# Tarrha
Tarrha (en grec ancien Tάρρα), aussi connue sous les noms Tarrhus ou Tarros (Τάρρος), est une polis (cité-État de Grèce antique) située en Crète ancienne, au sud-ouest de l'île, au débouché des gorges de Samaria, sur l'emplacement de l'actuel village d'Agía Rouméli.

## Mythologie
L'écrivain grec Pausanias le Périégète évoque dans sa Description de la Grèce une tradition selon laquelle le dieu Apollon, après avoir tué le serpent Python près de Delphes en Phocide, se rend jusqu'en Crète, à Tarrha, pour y être purifié de la souillure du meurtre par le prêtre Carmanor. 

## Histoire

### Antiquité
Tarrha est la cité d'origine du grammairien grec antique Loukillos de Tarrha, qui vécut au Ier siècle et dont les écrits, actuellement perdus, ne sont connus que par des auteurs postérieurs l'ayant utilisé comme source : Didymus Chalcenterus et Zénobios.

### Redécouverte et fouilles archéologiques
L'archéologue Robert Pashley est le premier archéologue moderne à localiser la cité antique, qu'il évoque dans son ouvrage Voyages en Crète (Travels in Crete). Le site recèle des stèles de pierre portant des inscriptions et un symbole de hache double. L'une d'entre elles est exposée au Musée archéologique de La Canée[réf. nécessaire].

### Sources antiques
- Pausanias le Périégète, Description de la Grèce, X, 16, 5.
- Étienne de Byzance, Ethnica, article Τάρρα].
- Stadiasmus Maris Magni, §329 et 330.